# Коваль, Борис Иосифович
Борис Иосифович Коваль (1930—2016) — советский и российский историк-латиноамериканист, специалист по Бразилии, социолог и этнограф, политолог. Доктор исторических наук, профессор (1972), директор Института Латинской Америки РАН (1993—1995), затем его главный научный сотрудник. Заслуженный деятель науки РФ (2002).

## Биография
Младший брат — детский писатель Юрий Коваль. Их отец был начальником московского областного управления уголовного розыска, военным. Мать — врач-психиатр. Окончил МГИМО (1953), где учился с 1948. Затем два года был учителем истории в московской средней школе № 83 г. Поступил в очную аспирантуру Института истории АН СССР. В 1958 году защитил кандидатскую диссертацию «Классовая борьба в Бразилии в период мирового экономического кризиса 1929—1933 гг.» В том же году вышла его первая научная работа — в журнале «Новая и новейшая история». С 1961 года — в новосозданном Институте Латинской Америки АН СССР учёным секретарём. Как отмечают: «В определенном смысле слова краеугольный камень в фундамент института заложил незабвенный Борис Иосифович Коваль, в те годы молодой, энергичный и амбициозный кандидат наук, недавно защитивший в Институте истории диссертацию по Бразилии. Именно ему доверили подбор кадров для нового исследовательского центра…»
В 1970 году защитил докторскую диссертацию «История бразильского пролетариата», позже вышедшую и на португальском в Бразилии. В 1972—1976 гг. преподавал в Институте общественных наук при ЦК КПСС. 17 лет являлся заместителем директора Института международного рабочего движения (ИМРД) АН СССР (по 1993). В течение ряда лет являлся вице-президентом Советской ассоциации политических наук.
С директорского поста ИЛА РАН ушёл, сосредоточившись на науке — возглавив в институте Центр цивилизационных и культурологических исследований. Возглавлял экспертный совет ВАК по политологии. Академик Международной академии португальской культуры, член РАЕН. Подготовил более 20 кандидатов наук. Увлекался резьбой по дереву, играл на пианино. Также автор стихов.
Супруга — Виталина «Ляля» Владимировна (ум. 2008).
Владимир Пастухов отмечал про него в некрологе: «Наверное, есть много достойных людей, оставивших в науке и более глубокую борозду, но очень мало найдется оставивших такое светлое и теплое чувство». Смерти предшествовал инфаркт мозга.
Награжден орденами Трудового Красного Знамени и Дружбы народов, золотой медалью РАЕН «Во славу и пользу Отечества».
Соавтор кн. «Революционные процессы в Латинской Америке» (1974). Отв. ред. сборника «Цивилизационные исследования» (1996).
Высказывался, что для него «лучшими образцами высокого научного и литературного стиля являются труды моих старших наставников и коллег: А. З. Манфреда, Л. И. Зубока, С. Л. Утченко, Б. Ф. Поршнева, И. Р. Григулевича, А. Я. Грунта, Л. Ю. Слезкина, М. С. Альперовича и др.»